# Piaggio P.6
Die Piaggio P.6 war ein Marineaufklärungsflugzeug des italienischen Herstellers Piaggio.

## Geschichte und Konstruktion
Die Regia Marina schrieb ein zweisitziges Aufklärungsflugzeug aus, das von einem Flugzeugkatapult gestartet werden konnte und auf dem Wasser landen sollte. Um dieser Ausschreibung zu entsprechen, produzierte Piaggio zwei Modelle. Der erste Prototyp wurde als P.6bis bezeichnet, war ein kleiner Doppeldecker mit einem bootsförmigen Rumpf und wurde von einem hinter dem offenen Cockpit zwischen den Tragflächen eingebauten 190 kW leistenden V-6-Kolbenmotor Isotta Fraschini über einen Druckpropeller angetrieben.
Der als P.6 bezeichnete zweite Prototyp war ein Wasserflugzeug mit zentralem Hauptschwimmer und zwei Hilfschwimmern unter den Tragflächen. Der Motor war im Bug des abgestrebten Doppeldeckers eingebaut. Die Tragflächen waren bei beiden Modellen fast identisch.
Beide Flugzeuge besaßen zur Verteidigung ein Maschinengewehr, das bei der P.6bis beweglich in einem Bugstand eingebaut war und bei der P.6 im hinteren Cockpit. Ab 1928 wurde dann die P.6ter auf Basis der P.6 produziert, wobei ein stärkerer Motor mit 306 kW Verwendung fand. Insgesamt wurden 15 P.6ter produziert, die bei der italienischen Marine auf Schlachtschiffen und Kreuzern verwendet wurden.

## Varianten
- P.6bis – Prototyp des Flugbootes
- P.6 – Prototyp des Schwimmerflugzeugs
- P.6ter – Serienversion mit stärkerem Motor der P.6

## Militärische Nutzung
- Italien
  - Regia Marina

## Technische Daten
| Kenngröße             | Daten (P.6ter)                                |
| --------------------- | --------------------------------------------- |
| Besatzung             | 2                                             |
| Länge                 | 9,67 m                                        |
| Spannweite            | 13,55 m                                       |
| Höhe                  | 4,02 m                                        |
| Flügelfläche          | 43 m²                                         |
| Leermasse             | 1796 kg                                       |
| max. Startmasse       | 2516 kg                                       |
| Reisegeschwindigkeit  | ? km/h                                        |
| Höchstgeschwindigkeit | 194 km/h                                      |
| Dienstgipfelhöhe      | ? m                                           |
| Reichweite            | 1000 km                                       |
| Triebwerke            | 1 × Fiat-A.20-Kolbenmotor mit 306 kW (416 PS) |
| Bewaffnung            | 1 × Maschinengewehr zur Verteidigung          |